# مسلمات هلبرت

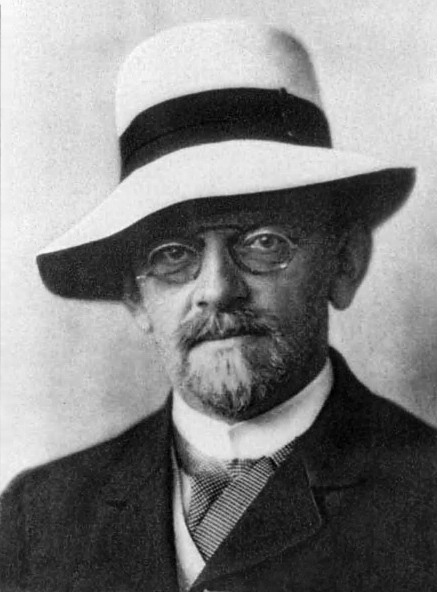

مسلمات هلبرت (بالإنجليزية: Hilbert's axioms) هي مجموعة من عشرين مسلمة وضعت من قبل ديفيد هلبرت خصيصا لتشكل أساس المعالجة الحديثة للهندسة الإقليدية. نشرت هذه المسلمات لأول مرة في كتاب أسس الهندسة عام 1899. من المسلمات الأخرى المستعملة في الهندسة المستوية : مسلمات تارسكي ومسلمات بيركوف. وقد قدم هلبرت هذه المسلمات في خمس مجموعات. ضمت المجموعة الأولى مسلمات تجميعية، واشتملت المجموعة الثانية على مسلمات ترتيبية والمجموعة الثالثة على مسلمات الموافقة والمجموعة الرابعة على مسلمات الاتصال والمجموعة الخامسة والأخيرة على مسلمة التوازي.

## وصلات خارجية
- قسم الرياضيات في UMBC
- عالم الرياضيات